# Jrebeng Lor
Jrebeng Lor is een bestuurslaag in het regentschap Probolinggo van de provincie Oost-Java, Indonesië. Jrebeng Lor telt 9011 inwoners (volkstelling 2010).